# Furiosa: Saga Mad Max
Furiosa: Saga Mad Max este un film de acțiune postapocaliptic din 2024 regizat și coprodus de George Miller care a fost de asemenea co-scenarist, alături de Nico Lathouris. Este al cincilea capitol din franciza Mad Max, fiind atât un spin-off, cât și un prequel al filmului Mad Max: Fury Road din 2015. Se concentrează pe personajul Imperator Furiosa, interpretată în partea anterioară de Charlize Theron. Rolurile principale aparțin acum actorilor Anya Taylor-Joy și Chris Hemsworth.
Furiosa: Saga Mad Max a avut premiera mondială la ediția a 77-a a Festivalului de Film de la Cannes, pe 15 mai 2024. A fost lansat în cinematografe pe 23 mai 2024, fiind distribuit de Warner Bros. Pictures și Village Roadshow Pictures.

## Povestea
Pe măsură ce lumea se prăbușește, tânăra Furiosa este smulsă de pe Pământul Verde al lui Vuvalini și cade în mâinile unei hoarde mari de motocicliști condusă de războinicul Dementus. În timp ce călătoresc prin Wasteland, ei dau peste Cetatea condusă de Immortan Joe. În timp ce cei doi tirani se războiesc pentru dominație, Furiosa trebuie să supraviețuiască multor încercări pentru a găsi o cale spre casă.

## Distribuție
- Anya Taylor-Joy în rolul Furiosa
- Alyla Browne în rolul tinerei Furiosa
- Chris Hemsworth în rolul lui Dementus
- Tom Burke în rolul Pretorianului Jack
- Nathan Jones în rolul Rictus Erectus
- Angus Sampson în rolul The Organic Mechanic
- Lachy Hulme în rolul Immortan Joe / Rizzdale Pell

## Producția
Regizorul George Miller a creat un scenariu brut pentru film înainte de a începe filmările pentru Mad Max: Fury Road ca să poată oferi distribuției suficiente detalii. După premieră, Miller a spus că nu are obiecții să spună povestea lui Furiosa în producțiile viitoare. În același an, s-a anunțat despre colaborarea sa cu Charlize Theron la un prequel. Cu toate acestea, munca la film a fost suspendată din cauza diferențelor dintre Miller și Warner Bros. Regizorul nu a comentat proiectul până în iulie 2019, când a recunoscut că cel mai probabil filmul va fi realizat. În mai 2020, a fost confirmat oficial că un prequel Furiosa era în producție, dar Theron nu și-a reluat rolul. Potrivit lui Miller, a fost luată în considerare întinerirea ei computerizată, dar în cele din urmă s-a decis să atribuie o actriță mai tânără în rol.
În octombrie 2020, a fost anunțat că Anya Taylor-Joy va juca rolul principal. Distribuția trebuia să îi includă și pe Chris Hemsworth și Yahya Abdul-Mateen II , dar acesta din urmă a fost înlocuit de Tom Burke în noiembrie 2021 din cauza unor probleme de programare.
În mai 2022, Deadline a confirmat într-un interviu cu George Miller că a doua echipă de filmare a început să filmeze în Australia, în New South Wales.